# 빵
빵(영어: Bread 브레드[*])은 곡식 가루와 물로 된 반죽을 익혀 만든 음식 중 하나이다. 영국의 브리태니커 백과사전에 따르면, “빵을 밀가루와 물로 만들어진 반죽을 구워서 준비한 일반식”이라고 정의하고 있고, 한국 국립국어원 표준국어대사전에서는 “밀가루를 주원료로 하여 소금, 설탕, 버터, 효모 따위를 섞어 반죽하여 발효한 뒤에 불에 굽거나 찐 음식, 서양 사람들의 주 음식”, “먹고 살 양식”으로 정의한다. 한국에서는 빵을 쌀과 함께 식량과 기아를 의미하는 상징적인 시어로 종종 사용되곤 한다.
거의 대부분 밀가루로 만들지만 쌀, 옥수수, 보리, 감자 등 각종 곡식의 가루로도 만들기도 한다. 발효를 하지 않는 케이크나 쿠키와 혼동되는 경우가 많지만 엄연히 다르다. 가령 몇몇은 머핀 혹은 케이크를 빵이라고 인식하는 경우가 종종 있으나 사실은 비스킷이다.

## 세계 언어에서의 어원
고대 영어에서의 bread는 게르만족의 언어에서 온 다양한 공통적인 형태를 띤 단어였다. 서부 프리지아어에서는 brea, 네덜란드어에서는 brood, 독일어에서는 Brot, 스웨덴어에서는 bröd, 노르웨이어와 덴마크어에서는 brød로 불렸다. 그것은 '양조하는 것'(brewing)에서 기원하였다고 주장되어 왔다. 그러나 이것은 '깨다(break)'의 어원과 연결될 수도 있는데, 일찍이 '부러진 조각' 또는 '약간의 빵'에 사용되었다. 고대 튜튼어인 Braudz(조각)에서 유래되었다는 주장도 있다.
라틴어로 crustum는 12세기까지 포괄적인 빵의 명칭 hlaf (hlaifs에서의 고트어:현대 영어 loaf)으로 쓰이지 않았고, 게르만 민족 특유의 가장 오래된 이름에서 나타나기 시작했다; 고대 귀족들이 사용하던 독일어 hleib 및 현대 독일어 Laib, 또는 핀란드어 leipä, 에스토니아어 leib, 및 러시아어 хлеб (khleb)가 유사하다. 모두 고대 귀족들이 사용하던 독일어인 "loaf"에서 왔다.
일본어 パン은 16세기 무렵 포르투갈어 pão에서 유래되었으며, 한국어 빵도 일본을 통해 전래되었다. 개화기 당시에는 중국어 표현인  ‘면포(중국어 간체자: 面包, 정체자: 麵麭, 병음: miànbāo)’라는 이름으로 부른 적이 있다.
로망스어군의 포르투갈어 pão 스페인어 pan, 프랑스어 Pain 은 그리스 어인 pa, 라틴어인 panis에서 기원하였다.

## 역사
빵은 지구상에서 가장 오래된 음식들 중 하나이며, 신석기 시대로부터 만들어져 왔다. 최초의 빵은 아마도 곡식과 물로 밀가루 반죽을 만들어 요리를 했을 것이며, 우연히 또는 고의로 요리 실험을 하면서 발전되었을 것으로 추측된다. 곡식 표면에 포함된 흔한 효모 포자는 밀가루 반죽에 자연스럽게 반죽되었다. 이것은 초기의 빵에서 다양한 발효 소스 중 하나였다. 대 플리니우스는 갈리아족과 아베리아족이 술로 얇은 밀가루 층을 만들었던 것을 “가벼운 종류의 빵”이라고 보고했다. 빵은 재료에 따라 먹는 대상이 달랐는데 일반사람은 일반적으로 밀로 만든 빵을 먹었으며 보리로 만든 빵은 주로 군마(軍馬)가 먹었다.

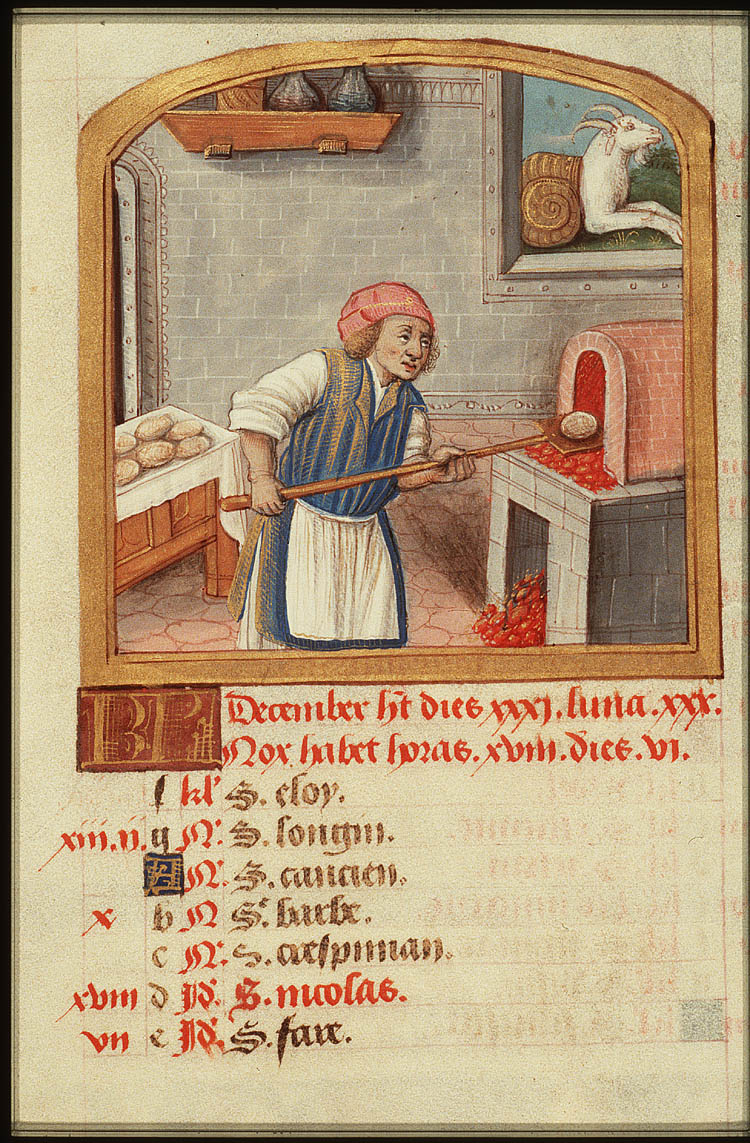
중세의 빵 직인

다음과 같이 빵의 변천 과정을 아래 표와 같다.
| 시대 구분         | 내용 |
| ----------------- | --- |
| 석기 시대         | - 무발효빵 제조 (화석 - 스위스 호숫가) |
| 메소포타미아 시대 | - 거친 가루를 이용하여 납작한 무발효빵 제조 - 빵 제법이 동방으로 전파 |
| 고대 이집트 시대  | - 야생 효모에 의해 발효된 빵 제조 - 빵을 굽는 오븐의 발달, 오븐 안쪽에 반쪽을 붙여 직접 굽기 - 간접 열을 이용하여 오븐에 굽기 |
| 그리스 시대       | - 빵의 제법이 유럽으로 전파 - 제과, 제빵 기술의 현저한 발달 - 과자와 빵 종류의 다양화 |
| 로마 시대         | - 제빵업의 상업화 - 제빵 자치 단체 형성 - 품질 관리 체계 도입 (직업 훈련원 운영) - 대량 생산 체제 확립 - 새로운 제분법과 반죽법의 개발 - 제빵 기술의 담보 상태 - 제빵 상업화의 퇴보 - 지역적인 특성을 가진 빵의 출연 (프랑스 빵, 이탈리아 빵 등) |
| 중세 시대         | - 과자류와 빵류의 정착 (기호 식품으로 과자와 주식을 빵이 구분) - 판매 전문점, 전문 직업인의 증가 |
| 근대              | - 기계식 반죽기 출현 - 간접 가열식 오븐 개발 - 속도 조절이 가능한 반죽기 개발 - 석유나 가스를 연료로 하는 오븐 사용 - 선교사들에 의해 과자와 빵이 전래됨 (19세기 조선 말기) - 정동 구락부에서 빵과 카스텔라를 선보임 (19세기 조선 말기) - 일본인들의 제과점이 다수 생김 (일제강점기) - 일본인에 의해 한국인이 기술을 전수받음                                                                      |
| 현대              | - 제품의 다양화 및 국제화 - 자가 제조 판매 형태의 제과점으로 발전 - 대한 빵·과자협회 창립 (1963년 1월) - 과자 회보 창간 (1968년) - 대한민국 최초의 한국제과고등기술학교 설립 (1973년) - 제과·제빵 기술 향상과 인재 양성 - 식생활 개선으로 인한 분식 장려책으로 빵류의 소비가 급속하게 증가 - 소자본으로 개업이 가능하여 제과점이 급격히 증가 - 제과 · 제빵 업계가 성숙 단계에 접음 (1980년대 중반) |

## 만들기

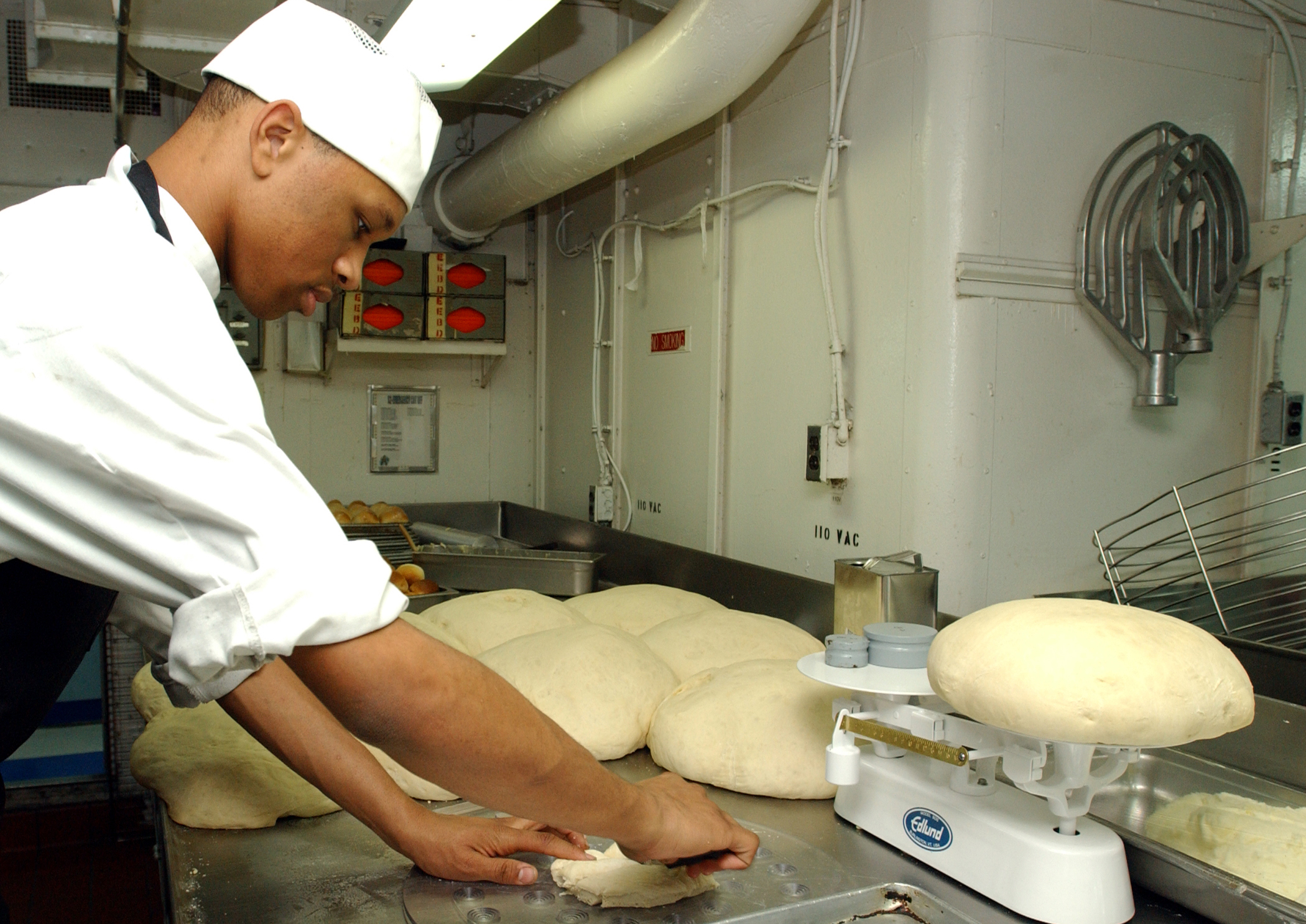
빵을 반죽하는 모습

빵 반죽에 사용되는 기본 재료와 굽는 방법에 따라 보리빵, 밀빵, 호밀빵 등 수많은 종류의 빵이 있다. 소스나 다른 재료를 이용하지 않고 만들어지는 것도 있지만, 샌드위치, 햄버거, 토스트와 같은 음식에서 버터, 고기, 채소 등의 여러 가지 재료를 넣어서 만들기도 한다. 또한 빵을 만들 때는 주로 빵을 굽지만 빵을 찌기도 하며 튀기기도 한다. 많은 빵에 효모, 베이킹 소다, 베이킹파우더와 같은 여러 가지 팽창제가 들어가며 우유, 달걀, 설탕, 향신료, 과일, 채소, 견과류, 씨앗 등 다른 재료가 들어가기도 한다.

### 밀가루
밀가루는 밀을 분쇄하여 만들어지는 식재료이다. 빵에 가장 자주 쓰이는 식재료 중 하나지만 호밀, 보리, 옥수수, 쌀과 같은 다른 여러 가지 곡식으로도 빵을 만들 수 있다.
밀가루에 함유된 단백질의 양은 빵의 질에 많은 영향을 준다. 물론 모든 종류의 밀가루로 빵을 만들 수 있지만 단백질 함량 12 ~ 14퍼센트 정도의 고단백 밀가루로 만드는 빵은 질이 좋다. 만약 단백질 함량 9 ~ 11퍼센트 정도의 밀가루를 사용한다면 밀가루와 다른 재료들을 섞을 때 더 적은 시간을 들여야 한다.

### 액체
물과 우유를 포함한 여러 가지 액체들은 밀가루를 반죽으로 만들기 위해서 쓰인다. 레시피에 따라 필요한 물의 양 또한 달라지지만 효모가 들어간 빵의 경우 3 (물):5 (밀가루)정도의 비율이 적당하다. 증기가 사용되는 과정이 있거나 베이킹 소다 등 효모가 아닌 팽창제로 팽창되는 빵의 경우 1:1 정도의 비율이 좋다. 물 대신 우유, 주스, 맥주 또한 사용될 수 있다.

### 팽창제
더 부드럽고 가벼운 빵을 만들기 위해 반죽은 팽창 과정을 거친다. 이 팽창 과정은 보통 효모, 베이킹 소다, 베이킹파우더 중 하나가 쓰이며 유산균이나 사워도와 같은 다른 재료들도 쓰인다. 솔트라이징 브레드의 경우 소금이 팽창 과정에 쓰이기도 한다.

#### 화학적인 팽창
가장 쉽게 빵을 팽창시키는 방법은 가스를 발생시키는 화학 물질을 사용하는 것이다. 이런 화학 물질을 이용하는 방법은 두가지가 있다. 첫 번째는 베이킹파우더나 베이킹파우더가 섞인 밀가루를 쓰는 방법이다. 두 번째 방법은 우락유와 같은 산성 물질과 베이킹 소다를 섞는 것이다. 산성 물질과 소다의 반응은 가스를 발생시킨다.
이런 화학 물질을 사용하여 팽창시키는 빵은 퀵 브레드나 소다빵이라고 불린다. 또한 이런 과정은 머핀, 팬케이크, 미국 스타일의 비스킷을 만들 때 주로 쓰이며 바나나빵 등 퀵 브레드를 만들 때는 항상 쓰인다.

#### 효모

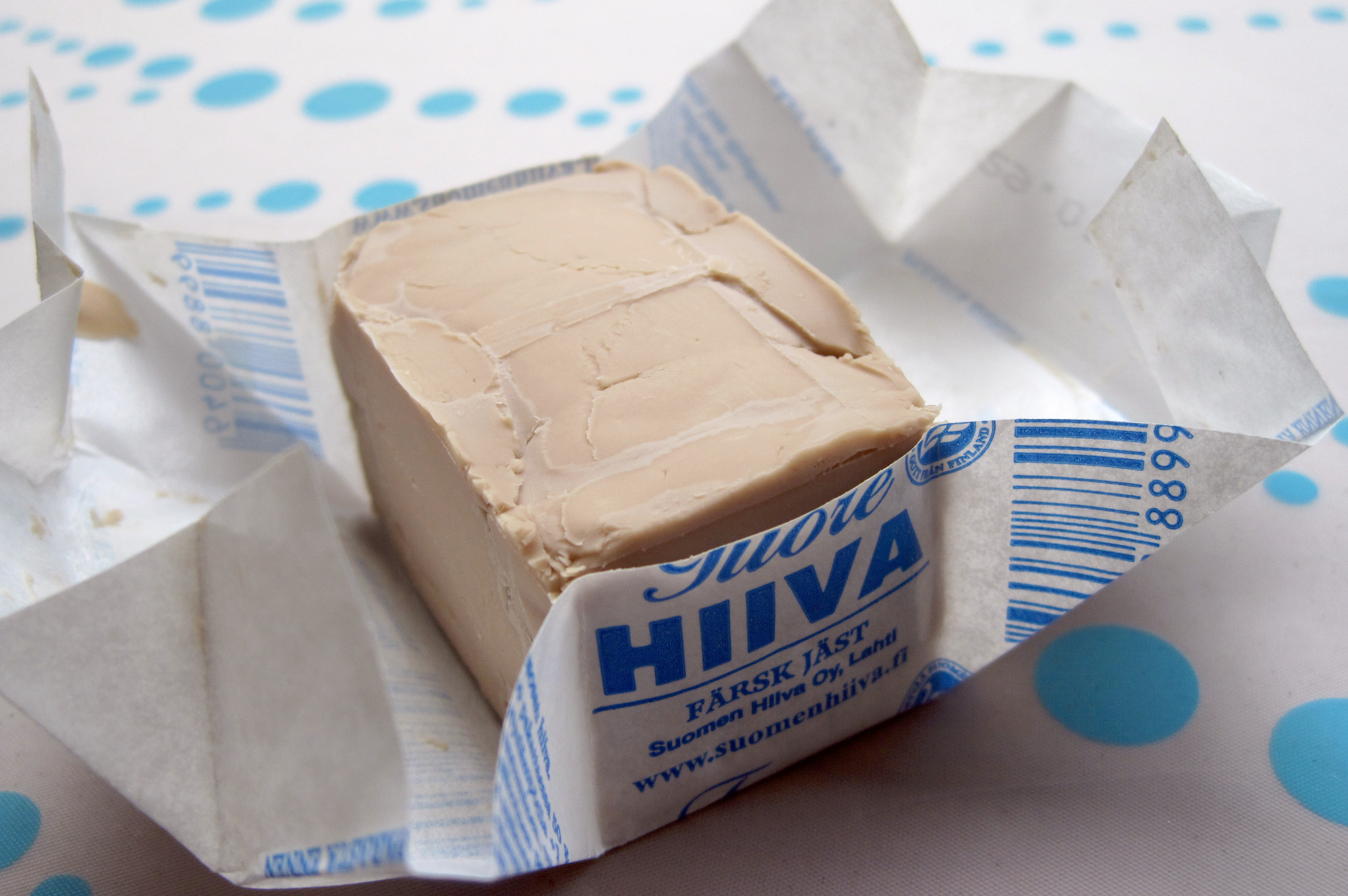
포장지에 싸인 생효모 덩어리

거의 대부분의 빵이 효모에 의해 발효된다. 가장 일반적으로 발효빵에 사용되는 효모는 맥주효모균(Saccharomyces cerevisiae)이며, 주류 양조에 사용된 것과 동일한 종이다. 이 효모가 설탕을 먹으면서 이산화탄소를 생산하여 반죽을 부풀게 한다. 미국과 한국의 빵집 상당수는 상업적으로 생산된 빵 효모를 구입하여 반죽에 섞는다. 빵 효모의 장점은 순수 배양으로 얻어지기 때문에 균일하고, 신속하고, 신뢰할 수 있는 결과물을 만들 수 있다. 절대다수의 장인 제빵사들은 자신만의 효모를 생산해내어 빵을 반죽한다. 이 배양이 적절한 상태로 유지 될 때, 성장 수년 동안 발효를 계속 제공한다.
빵 효모나 사워도의 제빵 방법은 모두 동일한 패턴을 따른다. 먼저 밀가루, 소금과 팽창제(빵 효모 또는 사워도 스타터 반죽)를 물과 혼합한다. 다른 추가 재료(향신료, 허브, 지방, 씨앗, 과일 등)는 빵을 구울 때 필요하지 않으나, 종종 사용되기도 한다(머핀 등등..). 반죽을 혼합 한 후 한 번 이상 부풀게 한다. (반죽이 부푸는 시간이 길어질 수록 더 맛있어 지므로, 많은 제빵사들은 종종 “펀치 다운(punch down)” 반죽을 하고 다시 부푼다.) 그 후 빵의 형태를 형성하고 (원하는 시간에 최종적으로 발효가 된 후) 오븐에 구워 빵을 완성한다.
시중에 만들어진 빵 상당수는 직접반죽법으로 만들어지며, 모든 성분을 한 번에 혼합한 후, 발효시켜 빵을 만드는 방법이다.
이외에 액종법(液種法)이라 하여 발효종을 약간의 밀가루와 물을 섞어 하루 동안 두어 밤새 발효시킨 후, 빵 굽는 당일에 나머지 재료를 첨가하여 반죽하고 이 후는 직접반죽법과 동일하게 이어진다. 이 방법은 더 나은 질감과 더 나은 맛의 빵을 만들 수 있다.
|                        |                         |                                    |
| 첫 발효되기 전의 반죽. | 첫 발효가 된 후의 반죽. | 양철틀에 넣어 구울 준비가 된 반죽. |

#### 사워도

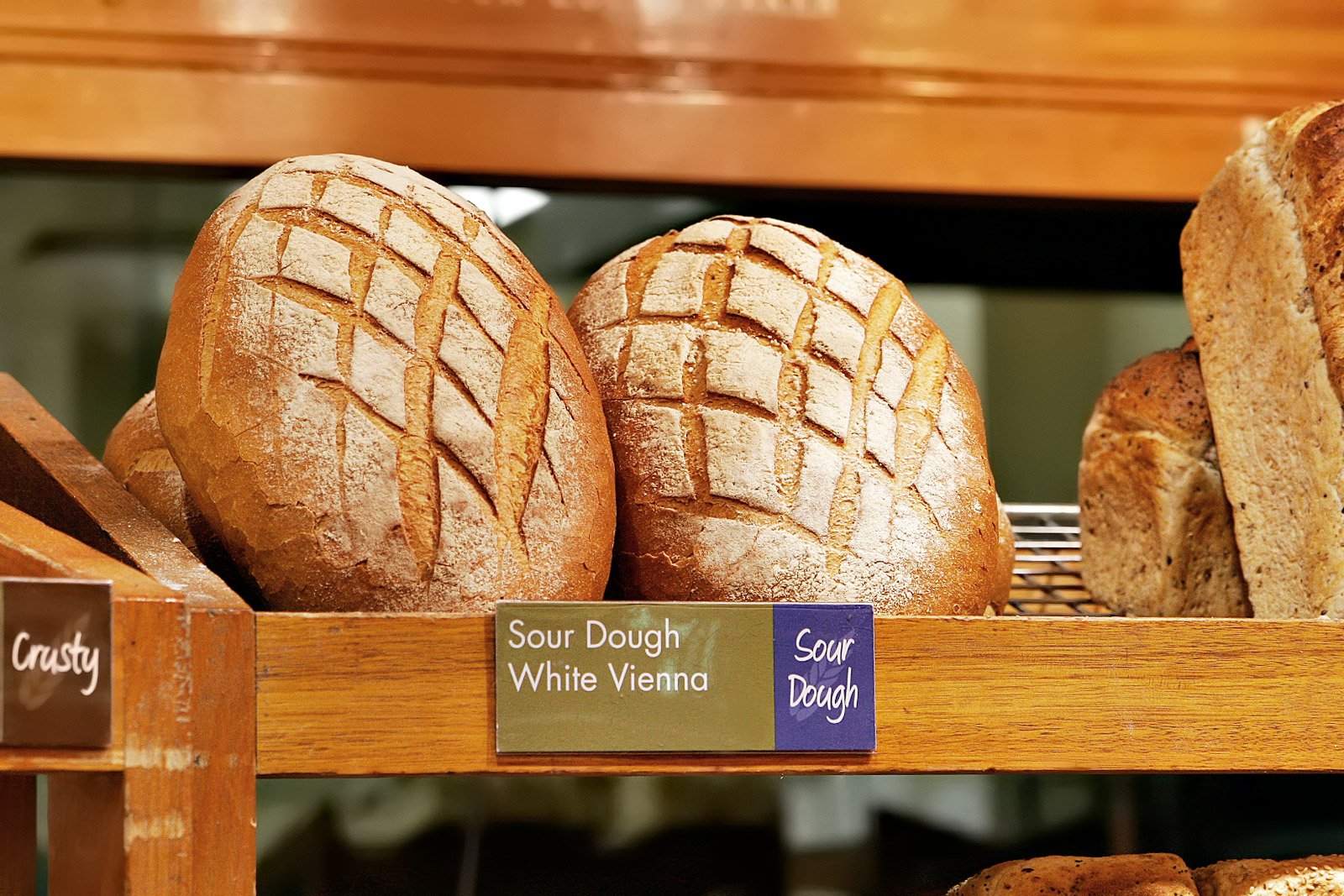
비엔나 사워도 흰 빵

사워도는 자연적으로 생성된 효모와 유산균을 사용하여 반죽의 긴 발효에 의해 생산된 빵의 유형이다. 인공적으로 재배한 효모로 만든 빵과 비교하여, 일반적으로 유산균에 의해 생성되는 젖산의 영향으로 약간의 신맛을 가지고 있다.
사워도 빵은 천연발효종으로 만들어진다.(빵 효모로 만든 효모발효종과 다르다.) 스타터는 신선한 밀가루에 이미 존재하는 미생물을 활용, 밀가루와 물의 혼합물에 효모와 유산균을 배양한다. 이 방식은 어떤 추가 효모를 필요로 하지 않는다. 스타터는 밀가루와 물을 정기적으로 추가함으로 무기한 유지될 수 있다. 일부 제빵사는 몇 세대로 오래된 발효종을 이용하여, 아주 독특한 풍미를 가지고 있다.  빵을 새로 시작할 때 기존 스타터 배양액에서 얻을 수 있다.
옛날의 모든 발효빵은 사워도 방식으로 만들어졌다. 발효 과정은 효모가 처음 확인된 19세기까지 이해되지 않았다. 그 이후 맥주효모균 균주를 교배하게 되면서 "빵 효모"로 판매되었다. 빵 효모는 제빵 과정이 간단하며, 사워도 스타터의 긴 발효 시간에 비해 발효가 빠르고 제빵 과정이 단순화하면서 인기를 얻었다. 최근에는 일부 장인들의 빵집에서 사워도를 이용하여 반죽하는 사람이 늘고 있다.

#### 증기
제빵 중에 생성된 증기의 급속한 팽장으로 빵을 부푸는 방식이다. 가장 잘 알려진 스팀 발효 빵은 팝오버이다. 빵이 구워질 때까지 수증기가 생성되지 않기 때문에 증기 발효를 예측할 수 있다.
스팀 발효는 팽창제(베이킹 소다, 효모, 베이킹파우더, 사워도, 저어놓은 달걀 흰자 등)에 관계없이 발생한다.
- 팽창제는 기포를 포함하거나 이산화탄소를 생성한다.
- 열은 반죽 내의 기포의 내부 표면으로부터 물을 기화한다.
- 증기가 팽창하면서 빵을 부푼다.

이 방법이 오븐에 넣은 후 빵이 팽창되는 주된 요소이다. CO2 발생이 자체의 팽창을 담당하기에는 너무 적다. 열은 초기에 세균이나 효모를 죽이기 때문에 CO2 발생이 중단된다.

#### 박테리아
솔트라이징 브레드는 박테리아 발효 방식을 사용하며, 빵 효모를 필요로 하지 않는다. 발효시키는 과정은 항상 일치하지 않지만, 그리고 미생물 배양 조건에 주의가 필요하다. 이렇게 만든 빵에서는 독특한 치즈와 같은 맛과 좋은 질감을 가지고 있다.

### 지방 또는 쇼트닝
지방은 버터, 식물성 기름, 라드, 또는 달걀에 포함되며, 도포된 단백질의 각 가닥의 윤활에 의해 빵의 글루텐의 발달에 영향을 미친다. 또한 함께 구조를 유지하는데 도움이 된다. 너무 많은 지방을 빵 반죽에 넣을 경우, 윤활 효과가 단백질 구조를 분열시켜 버린다. 중량 약 3%의 지방 함량의 농도가 가장 큰 발효 작용을 생성한다. 발효에 미치는 효과와 함께, 지방은 빵을 연하게 하고 신선도를 유지시키는 역할을 한다.

### 제빵 개량제
제빵 개량제(Bread improver)와 반죽 개량제(Dough conditioner)는 팽창에 필요한 시간을 줄이고, 질감과 부피를 향상시키기 위해 상업적 빵 제조에 사용된다. 통상적으로 제빵 개량제로서 사용되는 첨가물은 아스코르브산, 염산염, 이티온산나트륨, 염화 암모늄, 여러 인산염, 아밀레이스, 단백질 가수 분해 효소가 일반적으로 사용된다.

### 소금
소금은 제빵에 가장 일반적으로 사용되는 첨가제중 하나이다. 풍미 증강 및 효모 활성 제한 외에, 전체적인 질감을 안정화 시키고 글루텐을 강화시킨다.

## 문화적 의미
빵은 서구권과 근동 및 중동 지역의 많은 문화에서 단순한 식량을 넘어 문화적으로나 역사적으로 중요한 의미를 갖는다. 기독교에서 빵은 포도주와 함께 성찬의 요소 중 하나로 매우 중요시되고 있다.(제병) 영어단어 중 동반자를 뜻하는 컴패니언(영어: companion)은 '…와 함께'를 뜻하는 전치사 with의 라틴어 "com-"과 '빵(bread)'을 뜻하는 라틴어 "panis"를 합친 것에서 유래되었다.
빵에 대한 정치적 의미 또한 중요하다. 19세기 영국에서는 곡물법로 인해 빵 가격이 급증하여 정치적, 사회적 분열을 야기하고, 보호 무역과 자유 무역간의 논쟁의 중심이 되었다. 13세기에는 빵과 에일의 순회재판(Assize of Bread and Ale)이라하여 빵의 무게와 가격을 속인 제빵사에 무거운 처벌을 내려 중세 시대 빵의 중요성을 입증하였고, 빵에 대한 내용은 반 세기 이전의 마그나카르타에서도 나타났다.
간단하고 저렴한 음식의 특성으로, 빵은 그리스와 펀자브 지방 같은 일부 언어 및 방언에서, 일반 식품에 대한 제유법으로 사용되고 있다. 빵은 전 세계로 퍼지면서 기본 조리법에서 많은 변화가 있는데, 베이글, 바게트, 비스킷, 보카디요, 브리오슈, 차파티, 라바시, 난, 피타, 피자, 브레첼, 푸리, 토르티야 등이 있다. 그리고 브라질, 콜롬비아, 이탈리아, 러시아 등 여러 나라에서 전통 “치즈빵”의 다양한 종류가 있다.

### 아시아

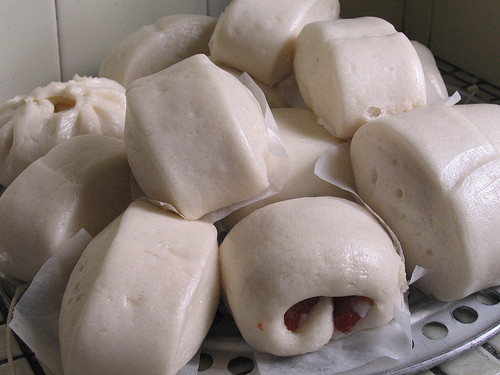
만터우

중국의 전통 빵으로 만터우가 있다. 만터우는 밀가루 반죽을 찌거나, 튀겨만든 것이다. 중국 북부 및 중국 중북부에서, 만터우는 쌀을 대체하는 주식으로 먹곤 한다. 만터우는 서양 빵과 비슷하지만, 굽지 않고 쪄서 만들기 때문에 갈색의 외측 표면이 없다. (예: 차사오바오) 속에 고기나 야채 등을 넣은 형태는 바오쯔라고 부른다. 푸저우의 광빙(光餅)은 점토 오븐에서 구운 중국식 빵의 일종이다.
남아시아(인도, 파키스탄, 중동 포함)에서 먹는 차파티 또는 로티는, 보통 통밀가루나 때로는 정제된 밀가루로 만든 반죽에 누룩을 넣지 않은 납작빵이며 타바(tava)라는 뜨거운 철판에 구운 것으로, 사람들의 식단의 주류를 형성한다. 지역에 따라 Chapathi, Chapati, Chapatti, Chappati 라는 철자로도 쓰인다. 로티와 난은 일반적으로 지역에 걸쳐 커리와 함께 제공된다. 마키 디 로티(Makki di roti)라 하여 옥수수 가루를 사용한 변형도 있다. 다른 형태인 푸리(puri)는 기름에 튀겨낸 얇은 평면 빵이다. 또다른 로티의 변형으로 파라타(Paratha)도 있다. 난(발효된 통밀빵)은 탄두르 또는 점토 오븐에 구워낸다.
필리핀에서는 판데살(pandesal, pan de sal , 소금 빵이라는 뜻)이라는 둥근 빵이 있으며, 필리핀인들이 아침에 주로 먹는 빵이다. 필리핀에서는 이외에 Pinoy Tasty라는 저렴한 흰 빵도 생산하고 있다.

### 유럽 및 서아시아

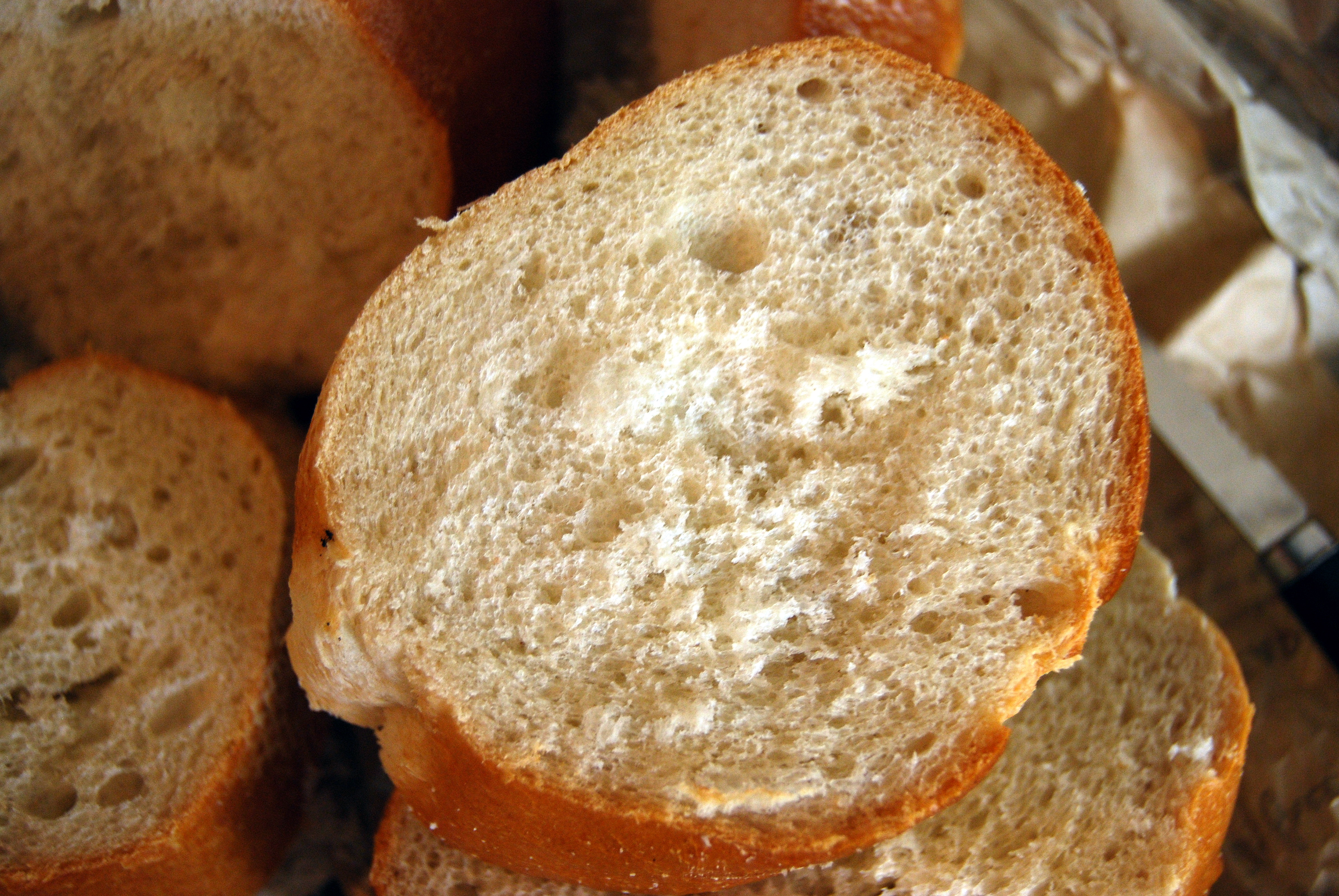
프랑스 빵

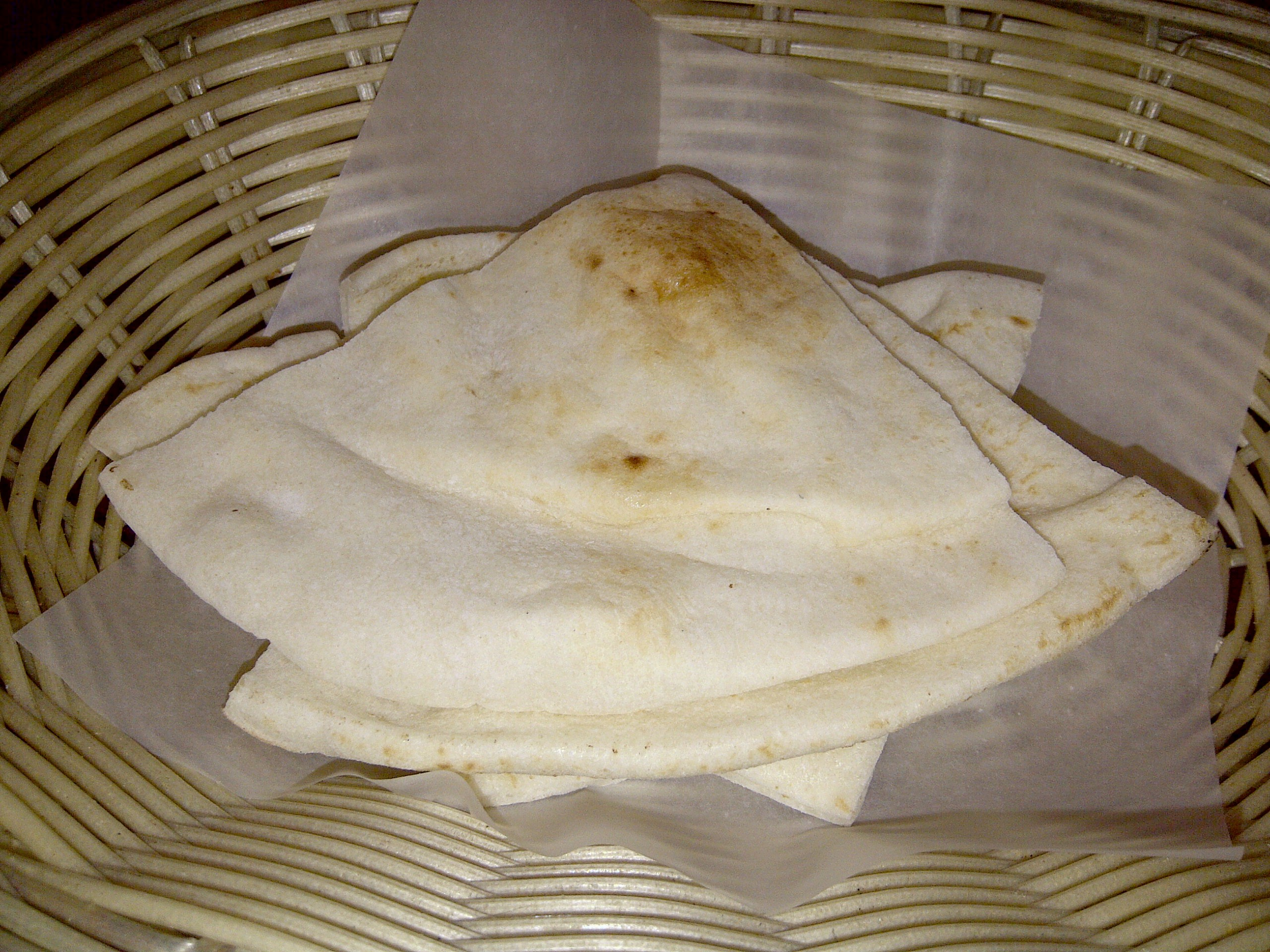
아랍식 피타

유럽 전역에서는 매우 다양한 종류의 빵을 생산하고 있다. 특히 독일에서만 1300여개의 빵, 롤, 페스트리를 생산하고 있으며, 1인당 빵 소비도 전 세계에서 칠레 다음으로 가장 높다. 빵과 소금은 중부 및 동부 유럽에서 환대의 상징으로서 사용된다. 중요한 행사에 손님을 맞이할 때, 그 나라의 환대를 상징으로 소금과 빵 한 덩어리를 선사한다.
프랑스에서는 바게트 문화에 대해 큰 감소 현상이 있었다. 1970년대에 프랑스 사람들은 하루에 평균 빵 한 덩어리를 소비하였다. 1세기 전 까지만 해도, 프랑스에서는 하루에 빵 세 덩어리를 먹었었다. 오늘날에는 하루에 빵 반 덩어리로 줄어들었다. 이 감소 현상을 해결하기 위해, 2013년에 제빵사들은 전국적으로 캠페인을 펼쳤는데, 미국에서 펼쳐진 "우유 있습니까?(Got Milk?)" 캠페인을 모델로 삼아, 모든 광고판과 빵 봉지에“저기요, 당신 빵을 가져갔나요?(Coucou, tu as pris le pain?)”문구를 넣었다.
영국에서는 전통적으로 직사각형 통 모양으로 구우며, 다양한 종류가 있다. 둥근 빵도 노스이스트잉글랜드 지역을 중심으로 생산하며, 스토티드 케이크(Stottie cake)라고도 부른다. 2개의 큰 빵 사이에 작은 빵을 올리는 방법으로 만든 전통 빵인 코티지 로프도 있다. 양산형 빵의 콜리우드 가공법 또는 촐리우드 제빵법(Chorleywood process)은 1960년대에 영국에서 개발되었고, 이 후에 전 세계적으로 퍼져나갔다. 이러한 Wonderloaf나 Mother's Pride같은 대량 생산된 슬라이스 흰 빵 브랜드는 영양적 가치가 매우 낮고 맛과 질감이 떨어진다는 이유로 비판받고 있다.
스페인에서는 'pan'으로 부른다. 전통적인 스페인식 빵은 프랑스의 바게트와 유사한 형태의 넓고 긴 빵 덩어리이다. 스페인에서는 전통적인 빵집에서 여러 가지 큰 빵의 모음을 매일 아침에 갓 구워낸 것을 구입할 수 있다. 작은 형태의 빵으로 보카디요가 있으며, 히스패닉 요리의 상징중 하나로 알려져있다. 스페인, 특히 지중해 지역에서는 750년 이상 베이커 길드가 있었으며, 바르셀로나의 베이커 길드는 서기 1200년에 설립되었다. 사모라 주 지방에는 '티에라 델 팬(Tierra del Pan, "빵의 땅"이라는 뜻)이라는 지역이 있으며, 과거에 이 곳에서 경제 교류가 활발하였다.
기네스 세계 기록에 따르면, 터키에서는 2000년에 세계에서 1인당 가장 많이 빵을 소비하였다고 하며, 1인당 평균 199.6 kg (440 파운드)를 소비하였다. 이 외에 세르비아 몬테네그로에서는 135 kg (297 파운드 9.9 온스), 불가리아에서는 133.1 kg (293 파운드 6.9 온스) 정도 소비되었다.

### 라틴 아메리카
멕시코에서 주된 빵으로 토르티야가 있으나, 많은 종류의 롤 빵류도 도시민들에 의해 판매되고 있다. 멕시코에서 널리 먹고 있는 빵은 볼리요와 판 둘세가 있다. 판 둘세는 스페인어로 “달콤한 빵”을 의미하며, 주로 저녁식사에 핫초코와 같은 뜨거운 음료와 함께 먹는다.
페루에서는 페루 요리의 유형에 따라 많은 변형이 있다. 흔히 먹는 종류로 판 데 피소(pan de piso)와 판 세라노(pan serrano)가 있다. 그리고 감자를 이용한 빵도 몇몇 종류가 있으며, 현재 안데스에서 인기가 높다. 비스코초스(Bizcochos)는 약간의 버터와 핫 초콜릿을 곁들여 먹는 달콤한 빵 종류이다. 빵과 곁들이는데 전통적으로 선호되는 것으로 조리된 호박을 으깬 반죽과, 도넛과 과일 디핑 소스이 제공된다.

### 북아프리카
동북아프리카의 에티오피아에서는, 은저라라 불리는 빵이 있으며, 테프라 불리는 곡물로 만든다. 은저라는 토르티야와 비슷한 넓고 평평한 원형의 빵으로, 은저라 위에 여러 음식을 올려놓는 데도 사용된다.
또한 미리 기름에 담가 놓은, 두껍고 질긴 형태의 튀김빵도 소비되고 있다. rghifa는 모로코에서 주식으로 먹는 빵으로, 여러 겹으로 싸서 약하게 익힌 빵이다
이집트에서는 아이시(aysh)이라 불리며, 아이시 메라라, 아이시 발라디 등의 유형이 있다. 고대 속담으로 “아리시 없는 인생은 인생이 아니다.”가 있다. 전형적인 형태의 이집트 빵의 기본은, 약 6인치로서, 간혹 작은 동네 빵집에서 갓 구워낸 따듯한 빵을 구입할 수도 있다.

### 북아메리카

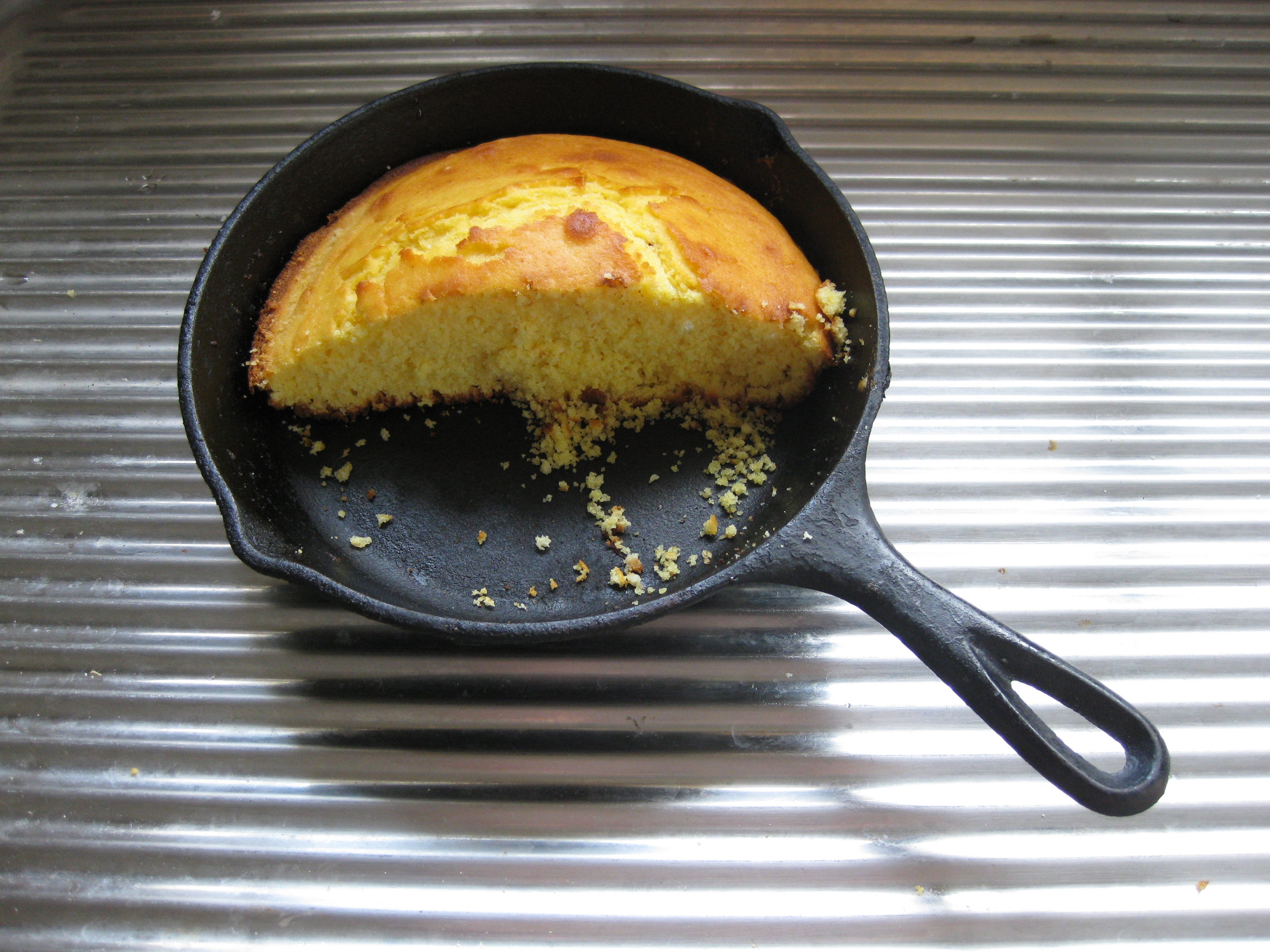
콘브레드

미국의 전통적인 빵으로, 콘브레드 등의 다양한 퀵 브레드와 비스킷 등이 있다. 밀가루와 이스트로 만드는 롤빵도 전통적으로 인기 있는 빵중 하나며 주로 저녁 식사로 먹는다.
콘브레드는 옥수수 가루로 만들며 지역마다 맛과 질감에 큰 차이가 있다. 남부에는 흰색 옥수수 가루를 주로 사용하며, 밀가루 및 감미료를 추가하지 않는다. 전통적으로 주철 프라이팬에 구우며, 겉은 바삭거리고, 속은 촉촉한 식감을 가지고 있다. 북부에는 노란색 옥수수 가루를 선호하며, 약간의 밀가루와 섞어내며, 설탕, 꿀 또는 메이플 시럽을 곁들인다. 전체적으로 남부식보다 부드럽고 단맛을 가지고 있다.
스푼 브레드는 배터 브레드 또는 에그 브레드라 부르며, 옥수수 가루에 우유, 달걀, 쇼트닝을 섞고 발효하여 만든다. 베이킹 접시에서 스푼과 함께 제공된다.
사워도 비스킷은 서부에서 전통적인 “카우보이 음식”으로, 샌프란시스코 베이 에어리어에서는 껍질이 딱딱한 사워도로 알려져있다.
미국에서는 20세기까지 (심지어 훗날 특정 지역에서), 옥수수 가루 이외의 가루는 고급으로 간주되었기에, 밀가루 빵 에 비해 콘브레드 유형의 큰 다양성을 설명할 수 있다. 상업적으로 가장 인기 있는 빵은 일반적으로 얇은 껍질에 부드러운 질감의 빵으로 보통 우유와 섞어 약간 달콤하게 만든다. 보통 미리 얇게 잘라놓아 패키지로 판매된다. 식성에 따라 보통 빵 껍질도 같이 먹으나, 일부는 껍질을 제거하기도 한다. 애프터눈 티와 함께 핑거 샌드위치 형식으로 내놓기도 한다. 소프티스트 브레드(softest bread)의 일부이며, 원더 브레드를 포함하여 "벌룬 브레드(balloon bread)"로 지칭된다.
흰색의 "샌드위치 빵"이 가장 인기가 있지만, 최근에는 전통적인 방법으로 만든 빵(artisanal breads)을 찾는 사람들이 늘고 있다. 그리고 각 지역 마다 특정 민족들이 만든 빵을 갖추고 있는데, 아슈케나짐계 유대인의 베이글, 프랑스계의 바게트, 뉴잉글랜드에서 생산되는 이탈리아식 스칼리 브레드(Scali bread), 델리카테슨(delicatessen) 요리와 관련된 유대인 호밀빵, 그리고 19세기 원주민의 재정착 가운데서 개발된 아메리카 원주민의 튀김 빵이 있다.

### 종교적인 의미

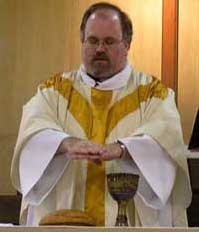
성체성사(또는 성찬식, 성만찬)는 대부분 대부분의 기독교 교단에서 성찬과 조례 등을 동등하게 행한다.

#### 아브라함 계통의 종교
유대인의 축제 중 하나인 유월절에서는, 누룩을 넣지 않은 빵인 무교병을 먹으며, 이는 이집트에서 노예 생활을 청산한 것을 기념한 것이다. 당시 이스라엘 백성은 빵을 팽창시킬 충분한 시간이 없었기 때문에 무교병에 의존하였던 것에서 유래되었다.
기독교의 의식인 성체성사에서, 그리스도의 몸을 상징하는 표현으로 빵을 성사의 하나로 먹는다. 가톨릭전례에서는 그리스도의 몸이 실제로 발현된다고 믿는다. 빵의 구성을 포함하여, 성사의 양식은 교단에 따라 다르다. 이는 성체성사에 대한 근거인 최후의 만찬의 각기 다른 설명과 성사의 묘사에서 각기 다른 설명과 관행에 따라 차이가 있다. 공관복음서에서는 최후의 만찬을 유월절의 식사로 적고 있고, 누룩을 넣지 않은 빵이라고 제시한다. 그러나 요한의 복음서의 연대기에서, 최후의 만찬이 유월절 '전 날'의 사건이라 하여 누룩을 넣은 빵으로 제시하고 있다. 의견 차이의 시점에도 불구하고, 가톨릭 교회의 피렌체 공의회는 누룩을 넣지 않거나 누룩을 넣은 빵중 하나 모두 그리스도의 몸으로 진정으로 발현되고, 사제는 하나라도 그리스도의 몸으로 발현하여야 한다고 동의하였다.

#### 이교
위카 및 현대 이교의 일부 전통에서 종교 의식의 한 부분으로 빵을 먹으며, 행위에 대한 다양한 상징을 덧붙인다.

## 종류

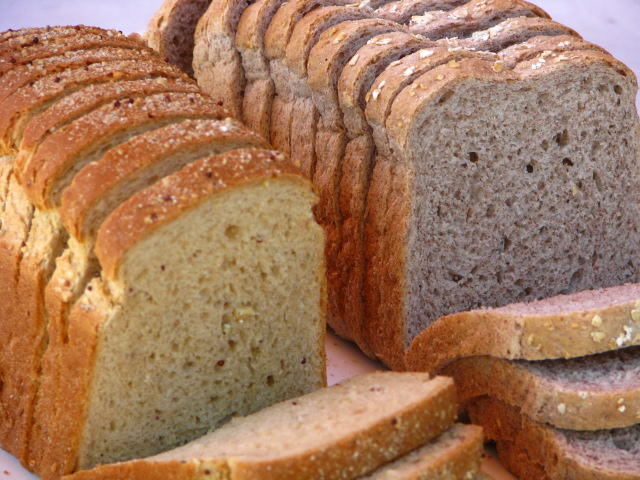
식빵

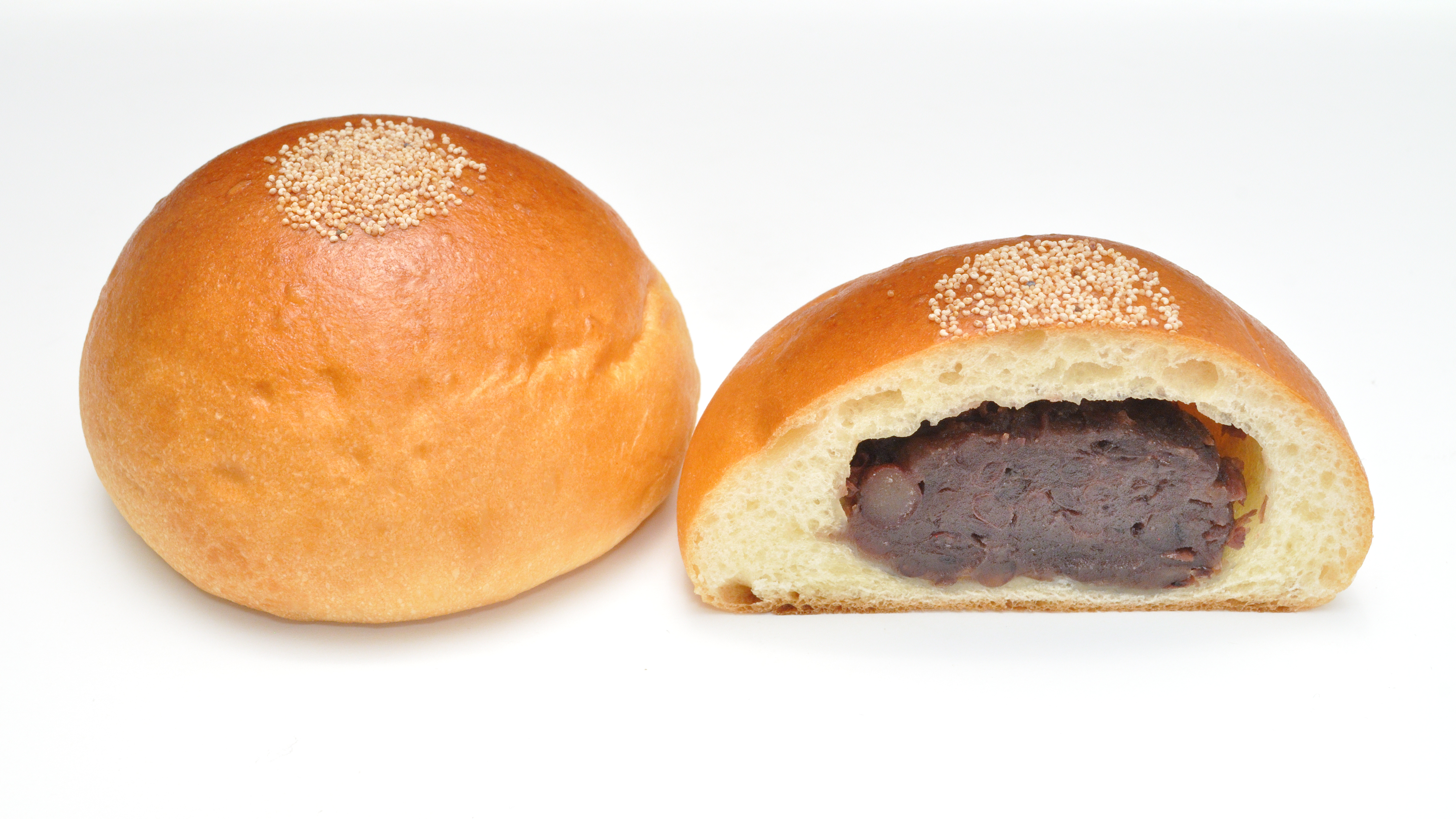
팥빵

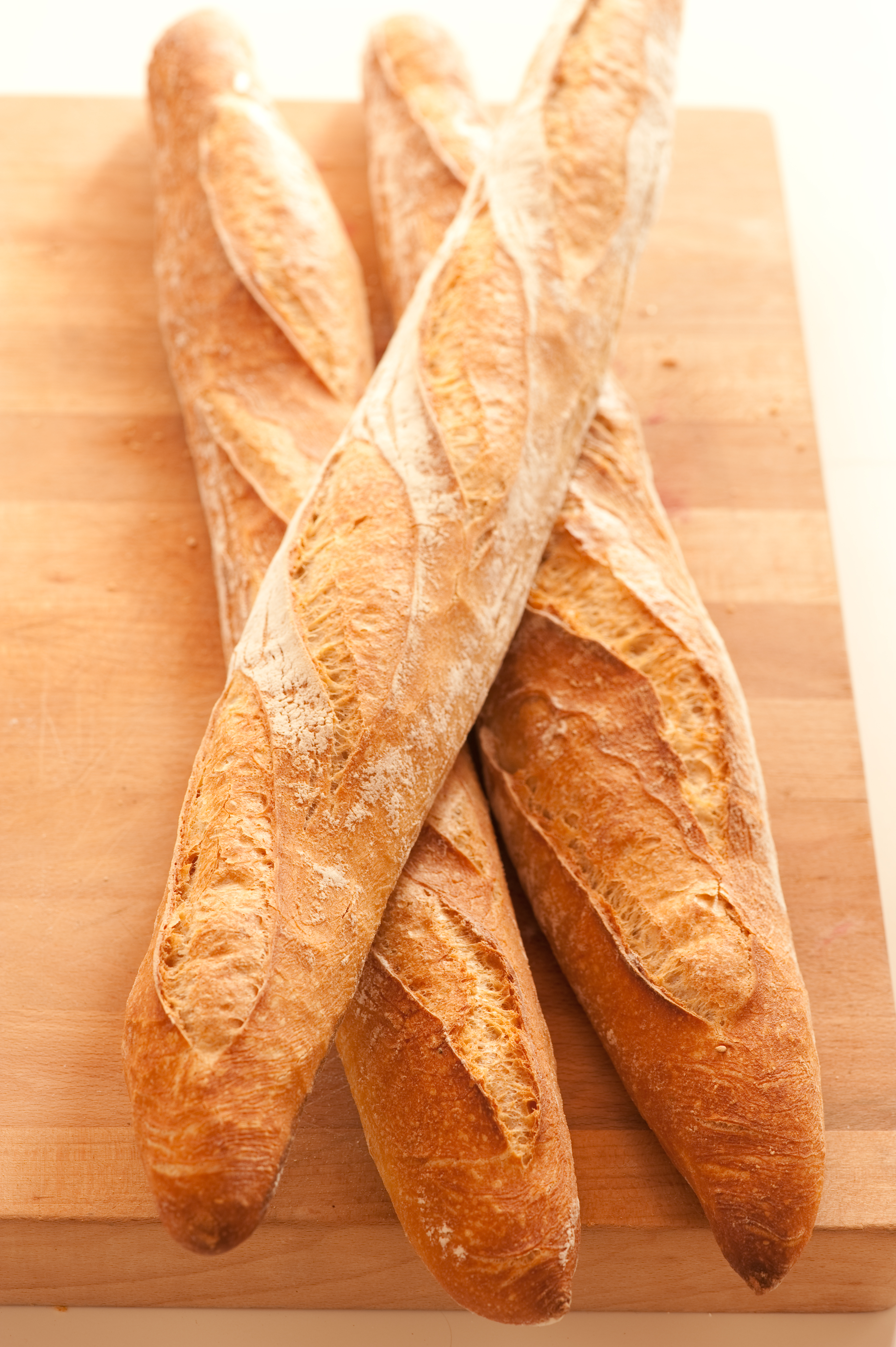
바게트

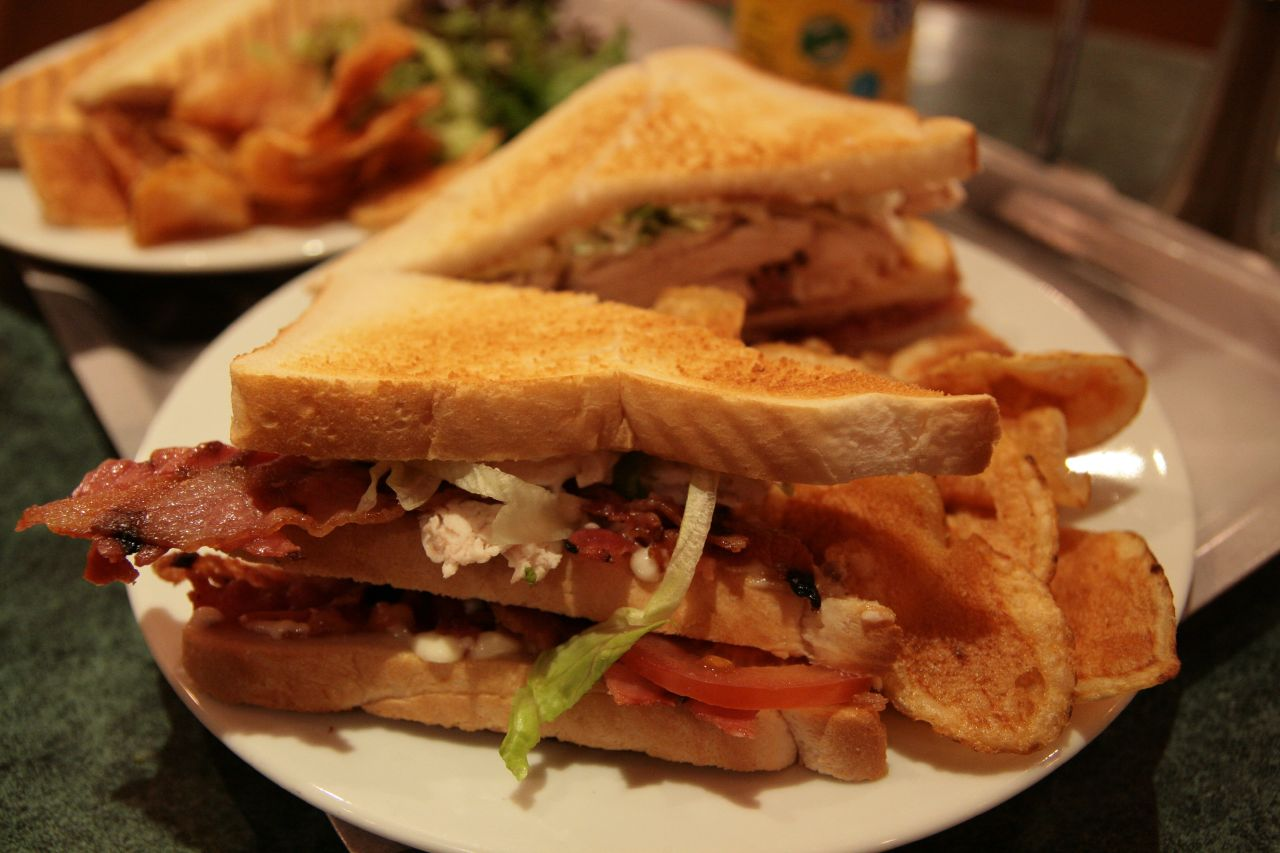
샌드위치

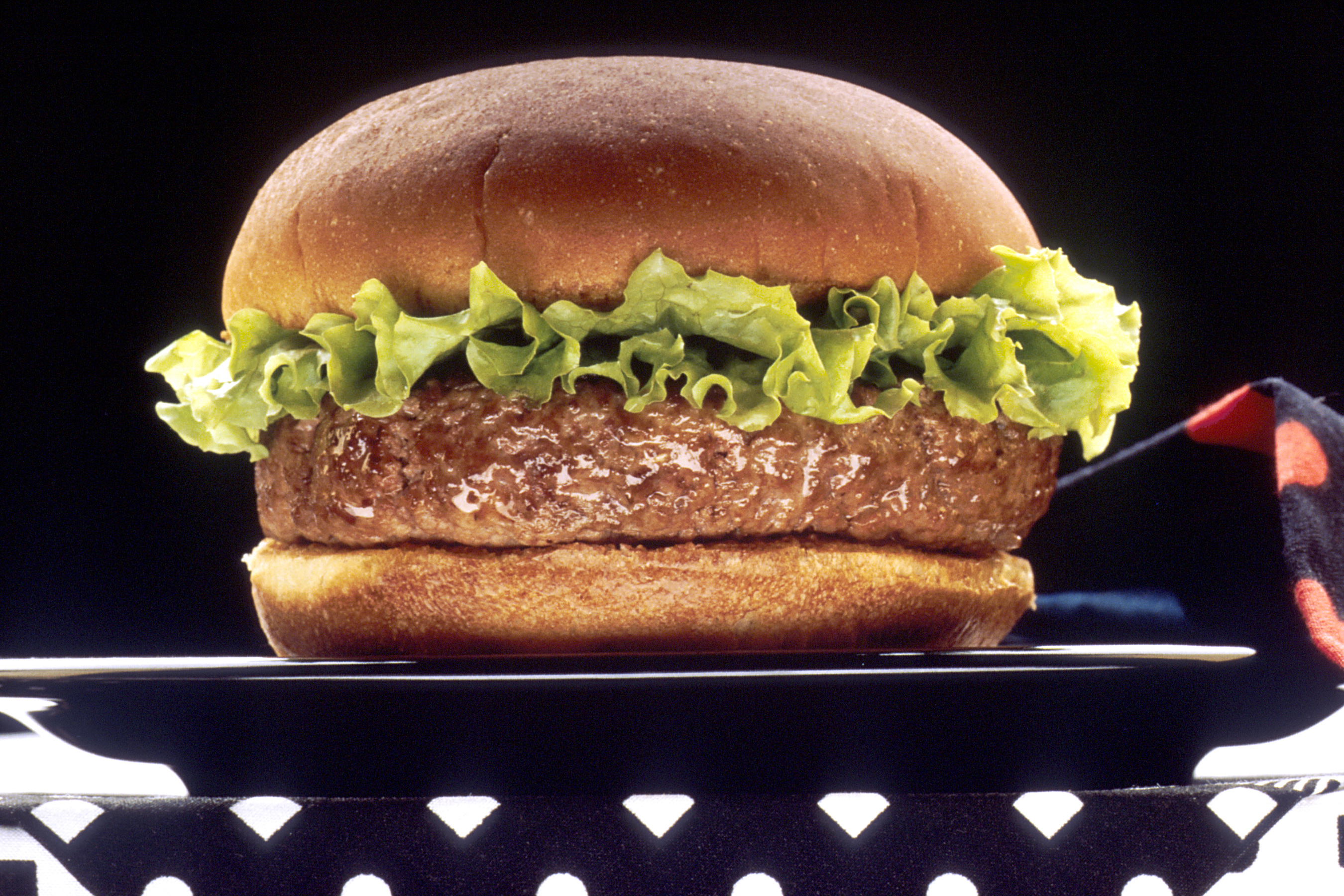
햄버거

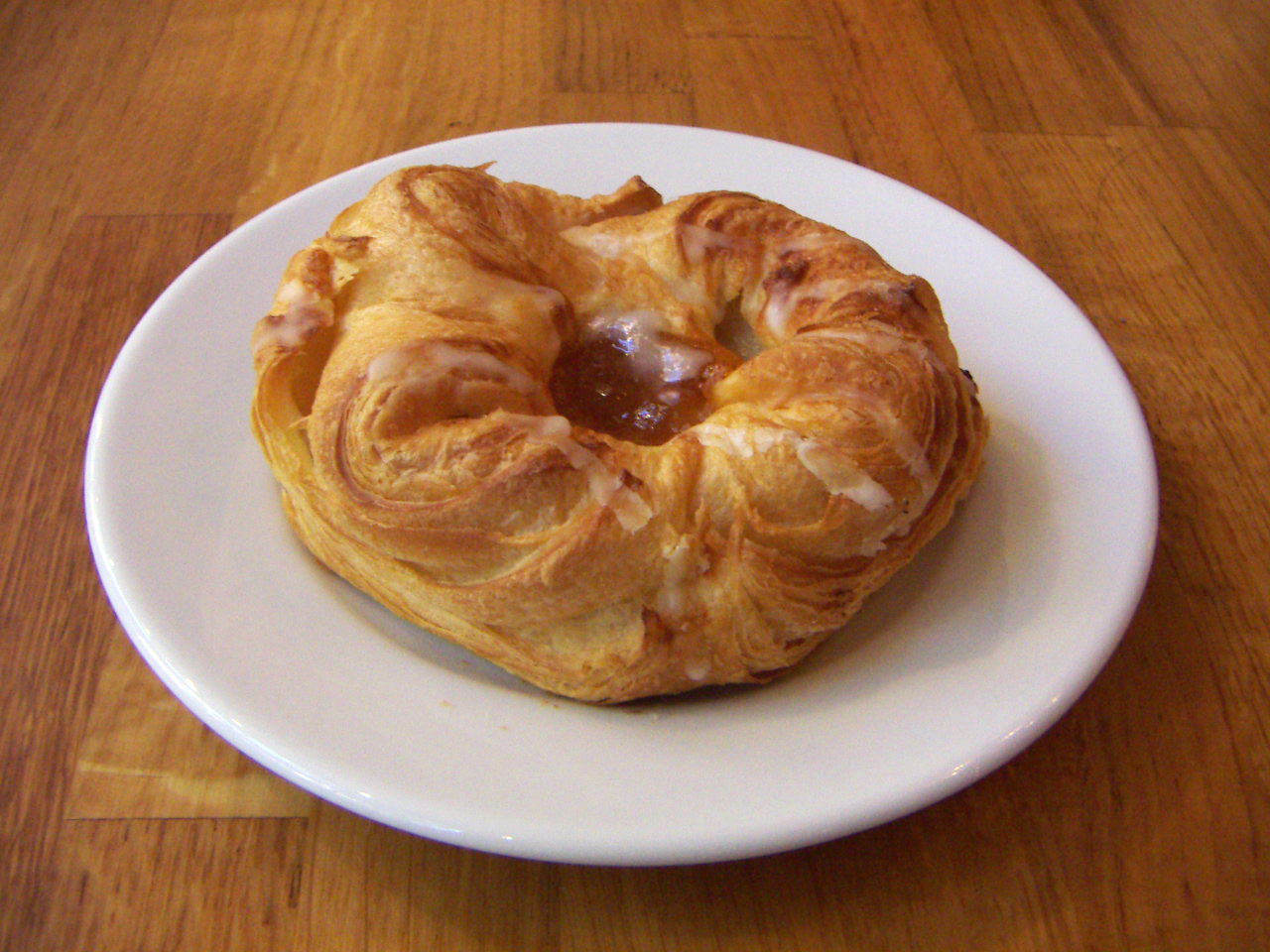
덴마크의 페이스트리

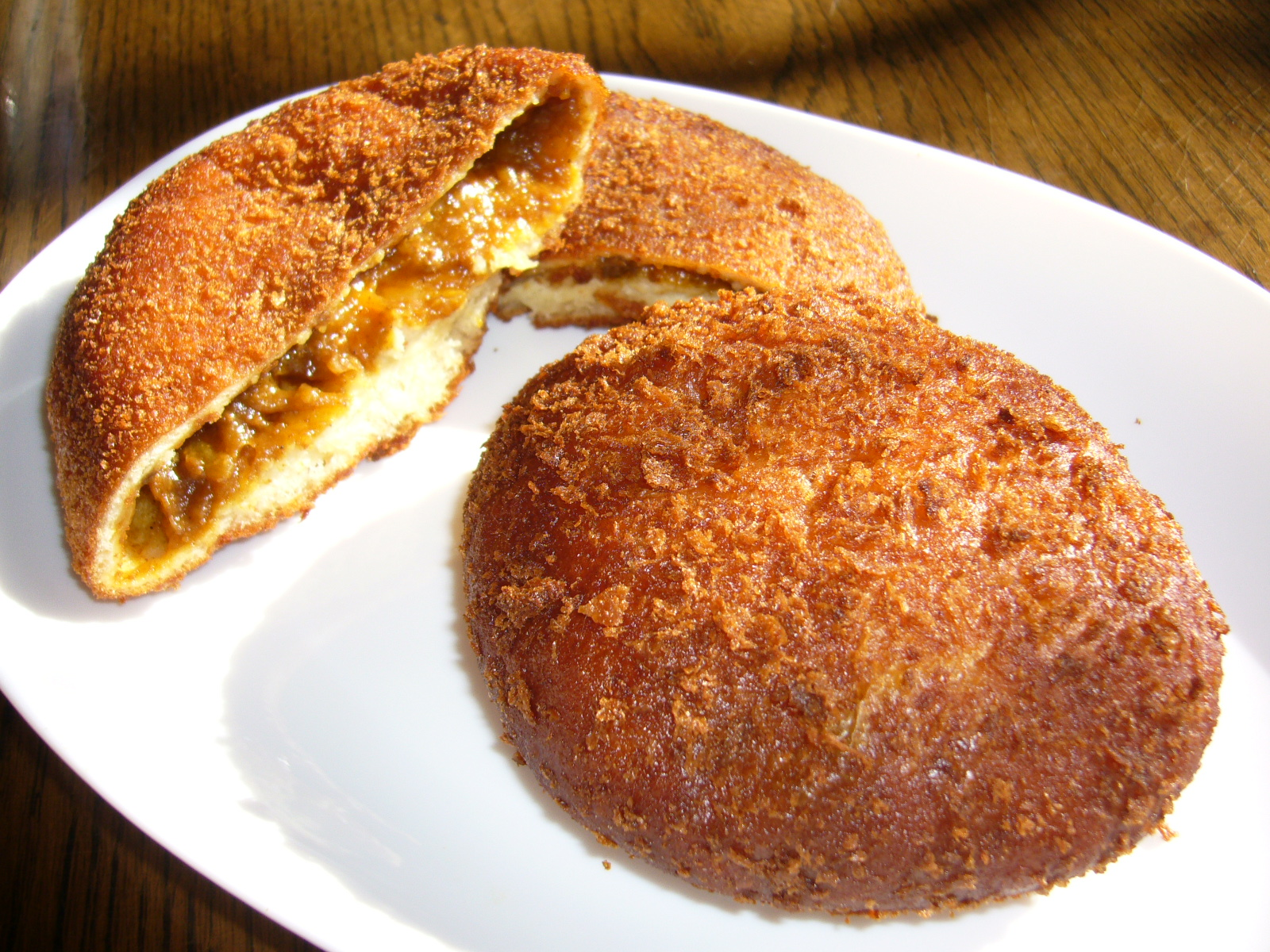
카레빵

- 전밀빵
- 호밀빵
- 우유식빵
- 건포도 식빵
- 옥수수 식빵
- 풀먼 브레드
- 보리 식빵
- 더블소프트 식빵
- 버터톱 식빵
- 생크림 식빵
- 버터롤
- 소프트 롤
- 밤 식빵

### 한국의 빵
- 황남빵
- 찐빵
- 초코파이

### 프랑스의 빵
- 하드롤
- 더치빵

### 체코의 빵
- 뜨르들로 : 과거 체코 서민들이 오븐 없이 간단히 구워 먹던 빵으로, 밀가루 반죽을 봉에 말아 화덕에 굽는다.
- 팔라친키 : 체코식 크레이프
- 크네들리키 : 체코식 찐빵

### 단과자빵류
- 단과자
- 앙금빵
- 소보로빵
- 크림빵
- 단팥빵
- 잼빵
- 스위트 롤
- 팥앙금빵
- 시너먼 롤
- 버터크림빵
- 모카빵
- 멜론빵
- 붕어빵
- 타코야키
- 소금빵

### 조리빵류
- 샌드위치
- 피자
- 햄버거
- 카레빵
- 야채모닝롤

### 페이스트리류
- 페이스트리
- 퍼프 페이스트리
- 크로아상

### 특수빵류
- 브리오슈
- 잉글리시 머핀
- 북구빵
- 파니토네
- 브레첼
- 베이글
- 네덜란드 빵
- 슈톨렌
- 치즈스틱
- 사바랭
- 봉고빵

## 사진

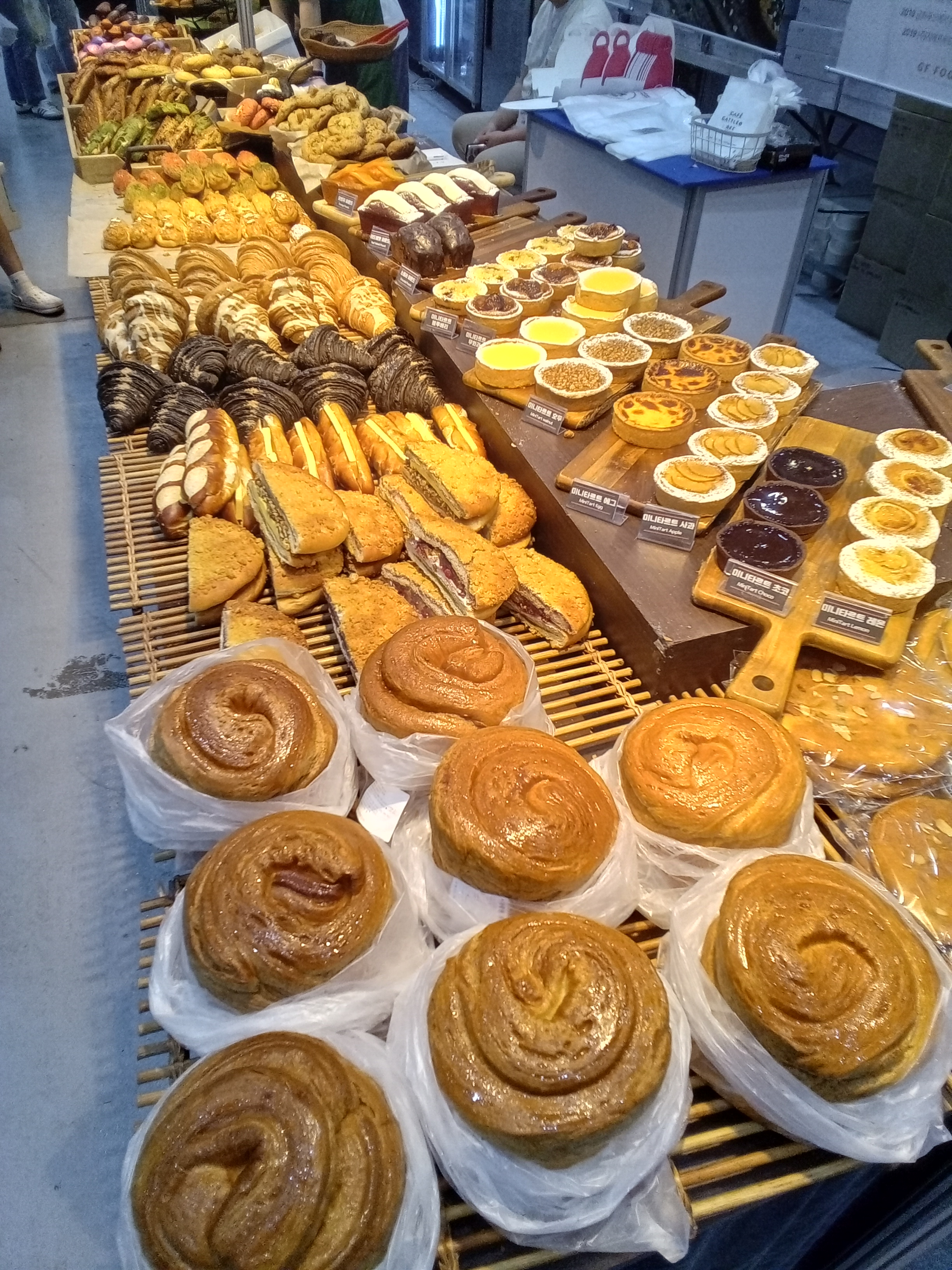
2023년 5월 25일 수원컨벤션센터에서 찍은사진

## 같이 보기
- 빵 목록
- 베이커리
- 제과사
- 제빵사
- 제과 명장
- 대한제과협회
- 삼립식품
- 밥
- 떡